# Charles de Borna
 (février 2021).
Si vous disposez d'ouvrages ou d'articles de référence ou si vous connaissez des sites web de qualité traitant du thème abordé ici, merci de compléter l'article en donnant les références utiles à sa vérifiabilité et en les liant à la section « Notes et références ».
Charles de Borna, ou Bousas est un prélat français  du  XVe siècle . Il est  issu d'une famille originaire de la province de Languedoc.
Charles de Borna est évêque de Sisteron de 1442 à 1456. 
À cette époque, la population de Manosque augmente de jour en jour par suite de la désertion des villages de la vallée : le nombre des prêtres est dès lors jugé insuffisant. De nouvelles contestations surgissent donc entre la communauté de Manosque et le chapitre de Forcalquier, à qui la communauté refuse de payer les dîmes. Dans ces circonstances, Charles de Bousas apaise la dispute par ordonnant qu'il serait établi deux nouveaux prêtres dans l'église paroissiale de Saint-Sauveur.

## Source
- La France pontificale